# Dušníky (Obříství)
Dušníky jsou vesnice, část obce Obříství v okrese Mělník ve Středočeském kraji. Nachází se asi půl kilometru západně od Obříství. Prochází zde silnice II/101. Je zde evidováno 72 adres. Trvale zde žije 169 obyvatel.
Dušníky leží v katastrálních územích Úpor o rozloze 5,78 km² a Obříství.

## Historie
První písemná zmínka o vesnici pochází z roku 1227.

## Obyvatelstvo
| Rok            | 1869 | 1880 | 1890 | 1900 | 1910 | 1921 | 1930 | 1950 | 1961 | 1970 | 1980 | 1991 | 2001 | 2011 | 2021 |
| -------------- | ---- | ---- | ---- | ---- | ---- | ---- | ---- | ---- | ---- | ---- | ---- | ---- | ---- | ---- | ---- |
| Počet obyvatel | 262  | 284  | 247  | 331  | 389  | 296  | 301  | 216  | 268  | 231  | 182  | 175  | 169  | 241  | 408  |
| Počet domů     | 43   | 44   | 44   | 47   | 57   | 59   | 66   | 61   | 61   | 66   | 60   | 74   | 70   | 92   | 92   |